# Angeł si ti
Angeł si ti (ang. Life is) – singel bułgarskiego wokalisty Miro, z którym wystąpił podczas 55. Konkursu Piosenki Eurowizji jako reprezentant Bułgarii w 2010 roku.
Piosenka została nagrana oraz wydana w 2010 roku. Producentem, twórcą muzyki oraz tekstu został sam wokalista. Angielską wersję utworu nagrano w Wisseloord Studio's w Holandii, a za miks odpowiedzialny był Tjeed van Zanen.

## Konkurs Piosenki Eurowizji
18 października 2009 roku Bułgarska Telewizja Narodowa ogłosiła, że reprezentantem Bułgarii na Konkurs Piosenki Eurowizji 2010 został, wybrany wewnętrznie, Miro. 7 lutego 2010 roku odbył się specjalny selekcyjny koncert, podczas którego zaprezentowano pięć piosenek („Angeł si ti”, „Twist & Tango”, „Eagle”, „Ostani” i „Mojat pogled w teb”), spośród których widzowie mieli wybrać tę, która wykonana zostanie w półfinale konkursu. Trzy tygodnie później odbył się finał selekcji, które wygrał utwór „Angeł si ti” („Ангел Си Ти”).
W drugim półfinale konkursu, który odbył się 27 maja 2010 roku, Miro zdobył 19 punktów, co przełożyło się na 15. miejsce i brak awansu do finału.